# Windblumen-Königskerze
Die Windblumen-Königskerze, Gewöhnliche Königskerze oder Windlicht-Königskerze (Verbascum phlomoides) ist eine Pflanzenart aus der Gattung Königskerzen (Verbascum) in der Familie der Braunwurzgewächse (Scrophulariaceae). Das Artepitheton bezieht sich auf das griechische Wort  ϕλόμoς (phlómos)  für Königskerze.

## Beschreibung

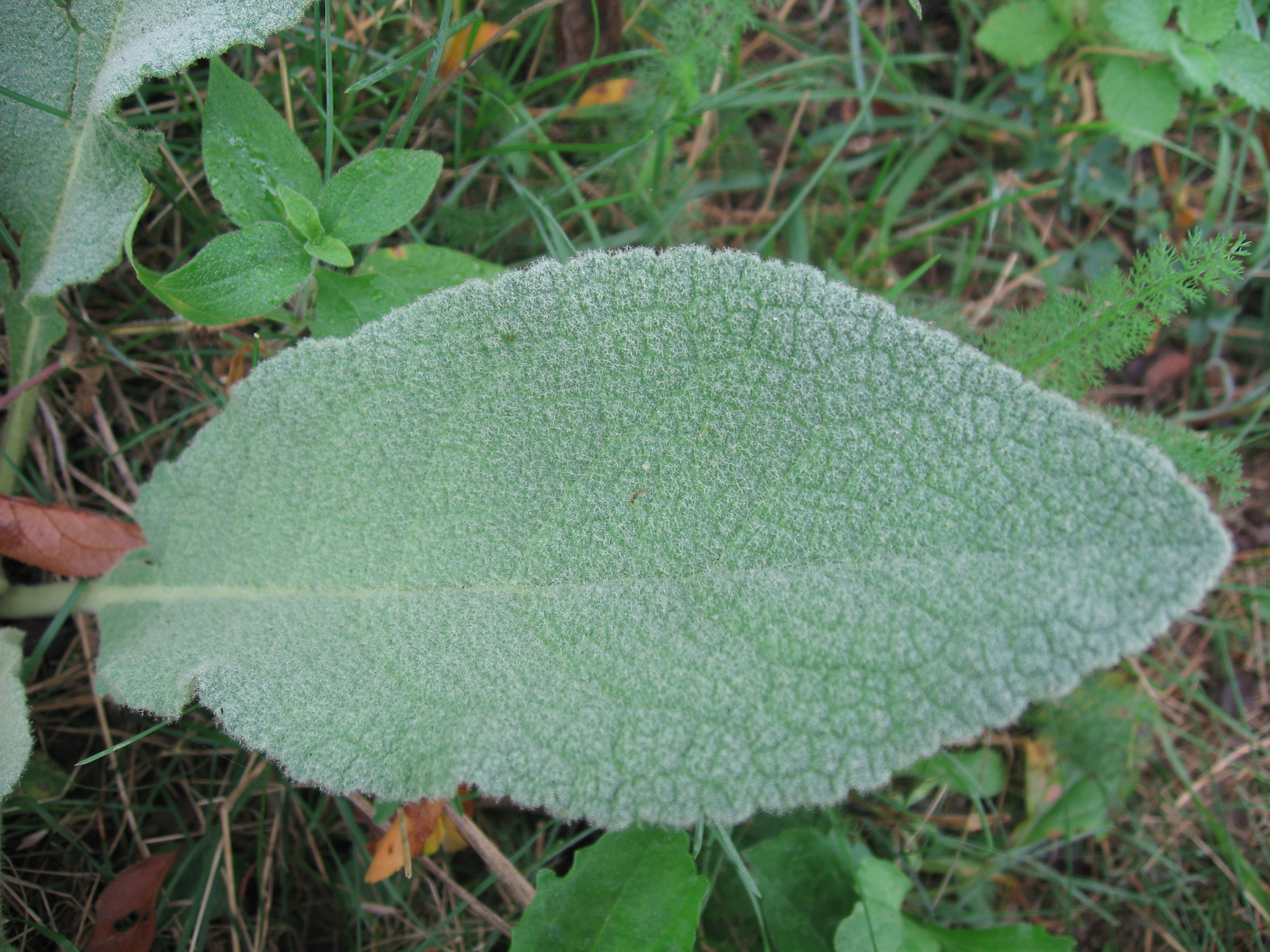
Gestieltes, behaartes Grundblatt

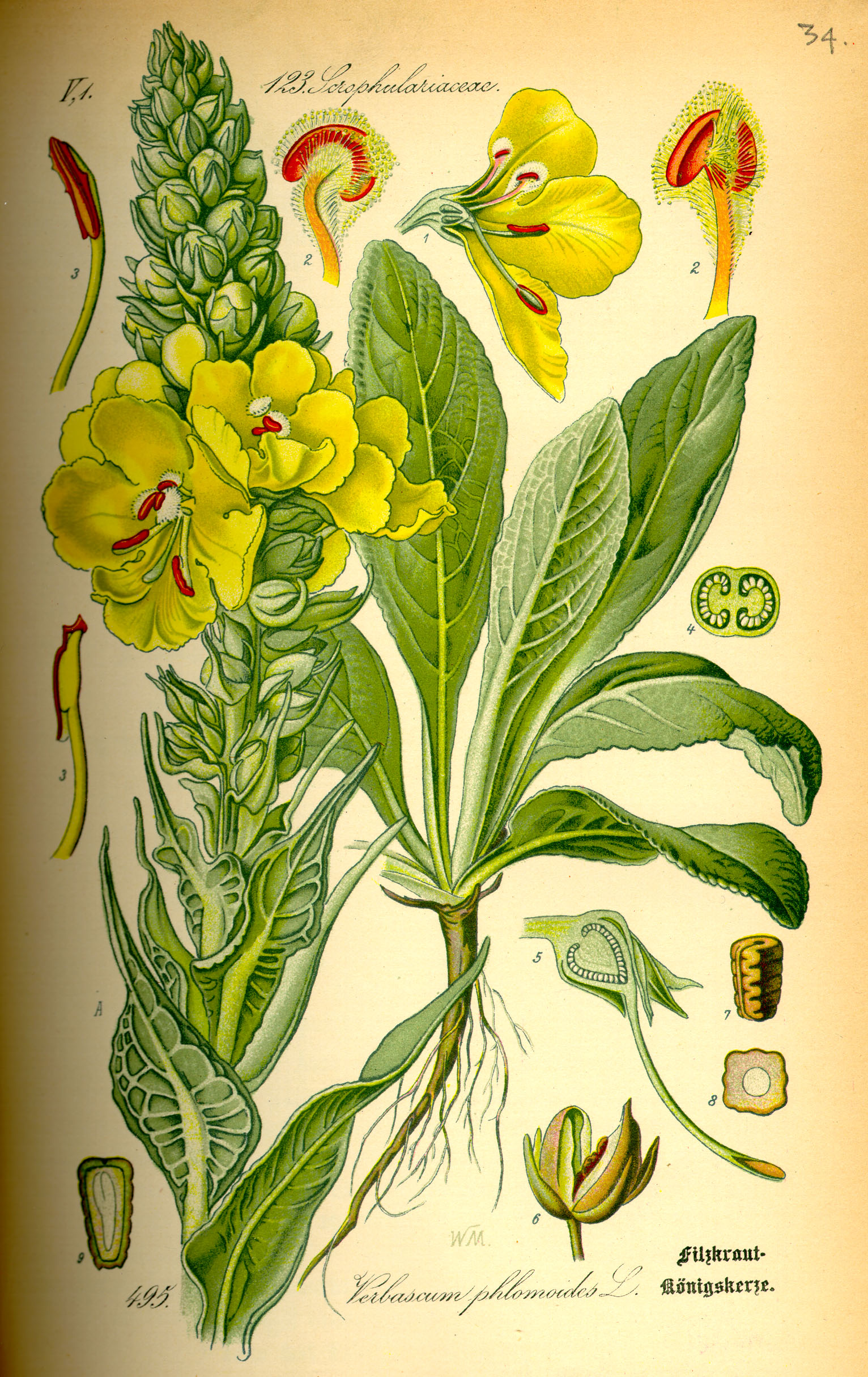
Illustration

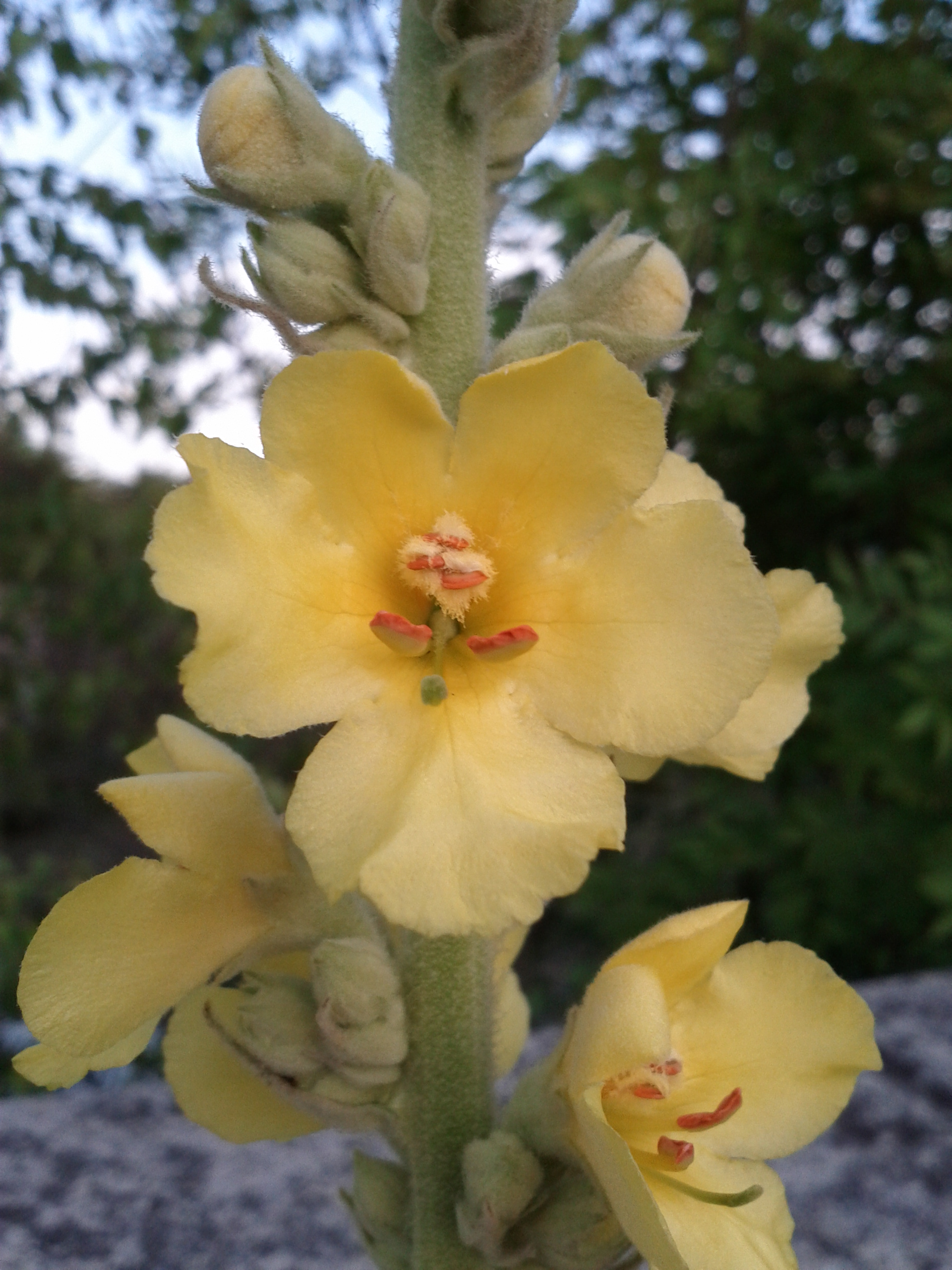
Blüten

### Vegetative Merkmale
Die Windblumen-Königskerze ist eine hapaxanthe krautige Pflanze und erreicht Wuchshöhen von 50 bis 200 Zentimetern.
Die Laubblätter sind auf beiden Seiten dicht wollig-filzig mit Stockwerkshaaren besetzt. Die Grundblätter sind deutlich gestielt. Die Stängelblätter sind nur wenig am Stängel herablaufend, deutlich abstehend und undeutlich gekerbt. Die weiter oben stehenden Stängelblätter sind kürzer und wirken dadurch dreieckig.

### Generative Merkmale
Die zwittrigen Blüten duften schwach. Die Blütenkronen sind gelb gefärbt und messen 35 bis 55 Millimeter im Durchmesser. Die drei oberen Staubfäden sind gelb bebärtet, die zwei unteren hingegen kahl. Die Antheren der unteren Staubfäden sind 3 bis 5,5 Millimeter lang und laufen am Staubfaden herab. Die Narbe ist keulenförmig und etwas am Griffel herablaufend.
Die Chromosomenzahl beträgt 2n = 32 oder 34. bei einer Chromosomengrundzahl von 8.

## Krankheiten
Die Windblumen-Königskerze kann vom Rostpilz Uromyces verbasci befallen werden.

## Vorkommen
Die Windblumen-Königskerze kommt fast in ganz Europa vor, erreicht nordwärts aber nur Dänemark. Darüber hinaus kommt sie in der Türkei, im Kaukasusraum, in Kasachstan und in Westsibirien vor.
In Österreich tritt die Windblumen-Königskerze in allen Bundesländern auf der collinen bis submontanen Höhenstufe häufig bis zerstreut auf, in Westösterreich ist sie jedoch selten. In Deutschland gilt sie als Archäophyt und tritt zerstreut in Bayern, Baden-Württemberg, Rheinland-Pfalz, West-Nordrhein-Westfalen, Hessen, Thüringen, Sachsen, Sachsen-Anhalt, Brandenburg, Ost-Niedersachsen und Mecklenburg auf. Selten kommt sie in Ost-Nordrhein-Westfalen, West-Niedersachsen und Schleswig-Holstein vor. Insgesamt ist der Bestand abnehmend. In der Schweiz kommt sie zerstreut in der kollinen Höhenstufe vor.
Sie wächst an Böschungen, Straßen- und Wegesrändern, sowie auf Schuttplätzen in Höhenlagen bis 800 Metern. Sie gedeiht am besten auf mäßig frischen bis mäßig trockenen, basen- und nährstoffreichen Lehmböden. Sie ist in Mitteleuropa eine Charakterart des Verbandes Onopordion acanthii.

## Ökologie
Bei der  Windblumen-Königskerze werden weibliche, männliche und zwittrige Blüten gebildet, die sich unterschiedlich auf die einzelnen Pflanzenexemplare verteilen können. Gewöhnlich befinden sich zwittrige und weibliche Blüten auf einer Pflanze (Gynomonözie). Selten wurden nur weibliche und nur zwittrige Blüten auf verschiedene Pflanzen verteilt vorgefunden, ebenso wie rein weibliche und monözische Blüten auf verschiedenen Pflanzen.(Gynodiözie).
Die Windblumen-Königskerze wird von Insekten bestäubt. Sie bietet keinen Nektar an, hält aber ein reichliches Pollenangebot für die Bestäuber bereit. Daher wird sie gemäß der Blumenklassen nach Müller als Pollenblume bezeichnet. Als Hauptbestäuber treten kurzrüsselige Bienen, Syrphiden, Käfer, und Fliegen in Erscheinung. Die Windblumen-Königskerze ist selbstinkompatibel nach dem GSI-Typ (Gametophytische Selbst-Inkompatibilität). Dies bedeutet, dass der Pollen gewöhnlich auf der Narbe auskeimen kann, der Pollenschlauch im Griffel jedoch das Wachstum einstellt, wenn das S-Allel des haploiden Pollens mit einem der S-Allele des diploiden Griffels übereinstimmt.
Als Frucht wird eine septizide Kapsel gebildet. Charakteristikum ist, dass sie sich längs der Verwachsungsnähte der ehemaligen Fruchtblätter öffnet. Die Ausbreitung der Samen erfolgt über Stoßausbreitung (Semachorie), dies bedeutet, dass die Samen der nach oben sich öffnenden Kapsel durch Windböen oder vorbeistreifende Tiere herausgeschüttelt werden.
Die Windblumen-Königskerze stellt für einige Falter aus der Familie der Eulen eine Futterpflanze dar. So für die Veränderliche Herbsteule (Agrochola lychnitis), die Achateule (Phlogophora meticulosa) und den Königskerzen-Mönch (Shargacucullia verbasci), der oligophag auf die Gattung Verbascum angewiesen ist.

## Nutzung
Die Windblumen-Königskerze wird bisweilen als Zierpflanze in Naturgärten und zur Terrassengestaltung verwendet. Durch ihre Größe kommt sie als Einzelpflanzung an geeigneten Stellen besonders gut zur Geltung. Gelegentlich wird sie auch als Heilpflanze angebaut. Sie benötigt einen vollsonnigen Standort. Die Vermehrung erfolgt durch Aussaat.